# Harold Williams (Geologe)
Harold Williams (* 14. März 1934 in St. John’s, Neufundland; † 28. September 2010 ebenda) war ein kanadischer Geologe.

## Leben
Williams studierte an der Memorial University of Newfoundland mit dem Bachelor-Abschluss 1956 und dem Master-Abschluss 1958 und wurde 1961 an der University of Toronto bei dem Pionier der Plattentektonik J. Tuzo Wilson promoviert (A petrographic study of the Metamorphic rocks of the Chisel lake area, northern Manitoba). Danach war er beim Geological Survey of Canada bis 1968, als er Professor an der Memorial University of Newfoundland wurde. 1984 erhielt er dort den Rang eines University Research Professor und 1990 wurde er Alexander Murray Professor. 

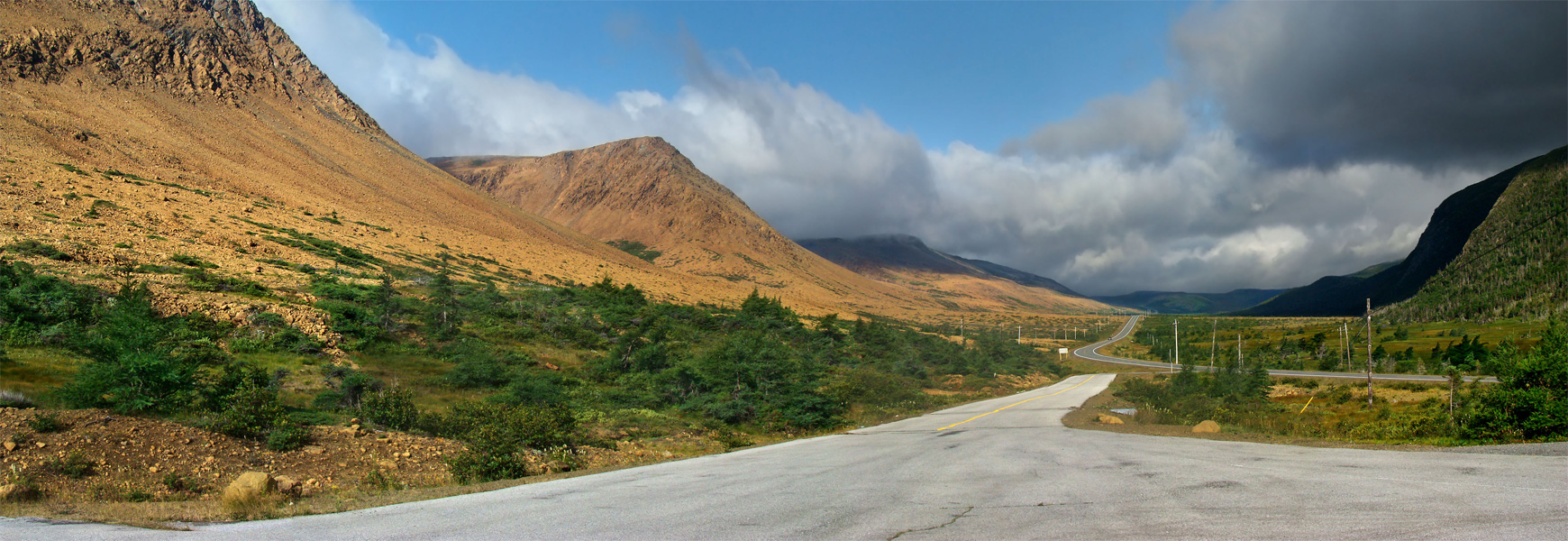
Tablelands im Gros-Morne-Nationalpark in Neufundland

Williams war ein führender Experte für die Geologie von Neufundland und speziell den dortigen Abschnitt der Appalachen im Westen Neufundlands. Er war wesentlich am modernen plattentektonischen Bild der Entstehung der Appalachen durch Schließung des Iapetus-Ozeans in der Takonischen Orogenese beteiligt. Das war von Bedeutung für die Entstehung der modernen Theorie der Plattentektonik.  Die geologischen Beweise dafür finden sich im Gros-Morne-Nationalpark (zur Oberfläche aufgeschobene ozeanische Kruste und Teile des Erdmantels, die als Peridotit in den wüstenartigen Tablelands zu sehen sind), und Williams war wesentlich daran beteiligt, dass dieser dafür UNESCO-Weltkulturerbe wurde. Von ihm stammt die erste geologische Karte der gesamten Appalachen in den USA und Kanada (1979), gleichzeitig die erste tektonische Lithofazies-Karte.
1972 wurde er Fellow der Royal Society of Canada, 1987 erhielt er die Willet G. Miller Medal und 1988 erhielt er die Logan Medal. 1980 erhielt er die erste R. J. W. Douglas Medal der Canadian Society of Petroleum Geologists und 1976 die W. W. Hutchison Medal und er war viermal Killam Fellow. Er war am kanadischen Lithoprobe Programm zur Erforschung der Struktur der Lithosphäre beteiligt.
Er war Hobby-Geiger.

## Schriften
- mit R. K. Stevens: The ancient continental margin of North America, in C. A. Burk, C. L. Drake, The geology of continental margins, Springer 1974, 781–796
- Structural succession, nomenclature and interpretation of transported rocks in western Newfoundland, Canadian J. Earth Sciences, Band 12, 1975, 1874–1894
- als Herausgeber: Tectonic lithofacies map of the Appalachian orogen, Memorial University of New Foundland 1979, zwei Karten im Maßstab 1: 1 Million und 1: 2 Million
- Appalachian orogen in Canada, Canadian J. Earth Sciences, Band 16, 1979, 792–807
- mit R. D. Hatcher: Suspect terranes and the accretional history of the Appalachian orogen, Geology, Band 10, 1982, 530–536